# Чампино
Чампино (итал. Ciampino) — город в Италии, располагается в области Лацио, в Метрополийном городе Рим-столице.
Чампино, до 1974 года входивший в состав соседнего муниципалитета Марино, находился в Метрополийном городе Рим-столице, стратегически расположенном между столицей и Кастелли Романи. В 2004 году он был удостоен звания города президентом итальянской республики Карло Азельо Чампи.
Население составляет 38 963 человека (на 2018), плотность населения составляет 2 912,03 чел./км². Занимает площадь 13,38 км². Почтовый индекс — 000043. Телефонный код — 06.
В Чампино находится второй по величине аэропорт Рима, используемый бюджетными авиакомпаниями.
Покровителем населённого пункта считается Святейшее Сердце Иисуса.

## Демография
Динамика населения: